# Serge Dubé
Serge Dubé (né le 13 août 1979 à Sudbury, Ontario au Canada) est un joueur canadien de hockey sur glace.

## Carrière de joueur
Joueur ayant passé la majeure partie de sa carrière avec les Bucks de Laredo s'alignant avec le club depuis la saison 2002-2003. Il remporta avec l'équipe deux championnats (2004 et 2006). Il est considéré comme l'un des meilleurs défenseur de la Ligue centrale de hockey, ayant participé à trois reprises au Match des étoiles et étant nommé défenseur de l'année en 2006. Aussi, il est le joueur ayant joué le plus de parties avec la franchise de Laredo.
Il a aussi joué aux cours de sa carrière quelques parties en Angleterre et dans la Ligue américaine de hockey.

## Statistiques
| Saison    | Équipe                                  | Ligue            |    | Saison régulière | Saison régulière | Saison régulière | Saison régulière | Saison régulière |   | Séries éliminatoires | Séries éliminatoires | Séries éliminatoires | Séries éliminatoires | Séries éliminatoires |
| Saison    | Équipe                                  | Ligue            | PJ | B                | A                | Pts              | Pun              | PJ               | B | A                    | Pts                  | Pun                  |                      |                      |
| 1998-1999 | Wolves de Sudbury                       | LHO              | 60 | 5                | 17               | 22               | 26               | 4                | 0 | 0                    | 0                    | 6                    |                      |                      |
| 2000-2001 | Aigles Bleus de l'Université de Moncton | SIC              | 23 | 1                | 8                | 9                | 20               | -                | - | -                    | -                    | -                    |                      |                      |
| 2001-2002 | Aigles Bleus de l'Université de Moncton | SIC              | 11 | 1                | 6                | 7                | 2                | -                | - | -                    | -                    | -                    |                      |                      |
| 2002-2003 | Bucks de Laredo                         | LCH              | 64 | 10               | 36               | 46               | 70               | 11               | 2 | 4                    | 6                    | 8                    |                      |                      |
| 2003-2004 | Bucks de Laredo                         | LCH              | 59 | 18               | 50               | 68               | 39               | 16               | 1 | 10                   | 11                   | 10                   |                      |                      |
| 2004-2005 | Bracknell Bees                          | Winter Cup       | 7  | 4                | 6                | 10               | 0                | -                | - | -                    | -                    | -                    |                      |                      |
| 2004-2005 | Bracknell Bees                          | Crossover League | 8  | 2                | 3                | 5                | 0                | -                | - | -                    | -                    | -                    |                      |                      |
| 2004-2005 | Bracknell Bees                          | EPIHL            | 11 | 4                | 5                | 9                | 0                | -                | - | -                    | -                    | -                    |                      |                      |
| 2004-2005 | Bucks de Laredo                         | LCH              | 32 | 4                | 12               | 16               | 12               | 14               | 1 | 7                    | 8                    | 4                    |                      |                      |
| 2005-2006 | Bucks de Laredo                         | LCH              | 52 | 14               | 41               | 55               | 46               | 15               | 3 | 6                    | 9                    | 6                    |                      |                      |
| 2005-2006 | Rampage de San Antonio                  | LAH              | 3  | 0                | 0                | 0                | 0                | -                | - | -                    | -                    | -                    |                      |                      |
| 2006-2007 | Bucks de Laredo                         | LCH              | 60 | 16               | 37               | 53               | 48               | 21               | 1 | 11                   | 12                   | 28                   |                      |                      |
| 2007-2008 | Bucks de Laredo                         | LCH              | 57 | 9                | 37               | 46               | 44               | 11               | 2 | 9                    | 11                   | 8                    |                      |                      |
| 2008-2009 | Bucks de Laredo                         | LCH              | 57 | 10               | 32               | 42               | 41               | 6                | 1 | 2                    | 3                    | 9                    |                      |                      |
| 2009-2010 | Bucks de Laredo                         | LCH              | 2  | 0                | 0                | 0                | 0                | -                | - | -                    | -                    | -                    |                      |                      |
| 2010-2011 | Bucks de Laredo                         | LCH              | 45 | 4                | 21               | 25               | 23               | -                | - | -                    | -                    | -                    |                      |                      |

| Saison    | Équipe          | Ligue |    | PJ | V  | D | Pr   | % V           |  | Séries éliminatoires |
| 2011-2012 | Bucks de Laredo | LCH   | 66 | 25 | 38 | 3 | 40,2 | Non qualifiés |  |                      |

## Trophées et honneurs personnels
- Ligue centrale de hockey
  - 2004, 2006 et 2008 : participe au Match des étoiles de la ligue
  - 2004 et 2006 : remporte la Coupe du Président Ray Miron avec les Bucks de Laredo
  - 2006 : défenseur de l'année